# Danh sách câu lạc bộ bóng đá ở Saint-Martin
Đây là danh sách các câu lạc bộ bóng đá ở Saint-Martin.

## Đội bóng hiện tại
- Orléans Attackers
- ASC Saint-Louis Stars
- FC Concordia
- FC Flamingo
- FC Marigot
- Junior Stars
- United Stars

## Đội bóng cũ
- AS Portuguese (Saint-Barthélemy)
- Beach Hotel (Saint-Barthélemy)
- Carcajou FC (Saint-Barthélemy)
- Etudiants (Saint-Barthélemy)
- FC ASCCO (Saint-Barthélemy)
- Young Stars (Saint-Barthélemy)
- Saint-Louis Stars (Saint-Martin) {bây giờ có tên là ASC Saint-Louis Stars}
- Saint-Martin Mixte Stars (Saint-Martin)
- Tigers (Saint-Martin)
- Juventus de Saint-Martin (Saint-Martin) {bỏ giải từ mùa giải 2014-15}

Bản mẫu:Bóng đá Saint-Martin